# پلورایا
پلورایا (به ایتالیایی: Polveraia) یک منطقهٔ مسکونی در ایتالیا است که در اسکانسانو واقع شده‌است. پلورایا ۱۰۷ نفر جمعیت دارد و ۲۷۲ متر بالاتر از سطح دریا واقع شده‌است.